# Neumoegenia pendula
Neumoegenia pendula là một loài bướm đêm trong họ Noctuidae.